# Леус, Никифор Кондратьевич
Ники́фор Кондра́тьевич Леус (1855 — после 1917) — член III Государственной Думы от Харьковской губернии, крестьянин.

## Биография

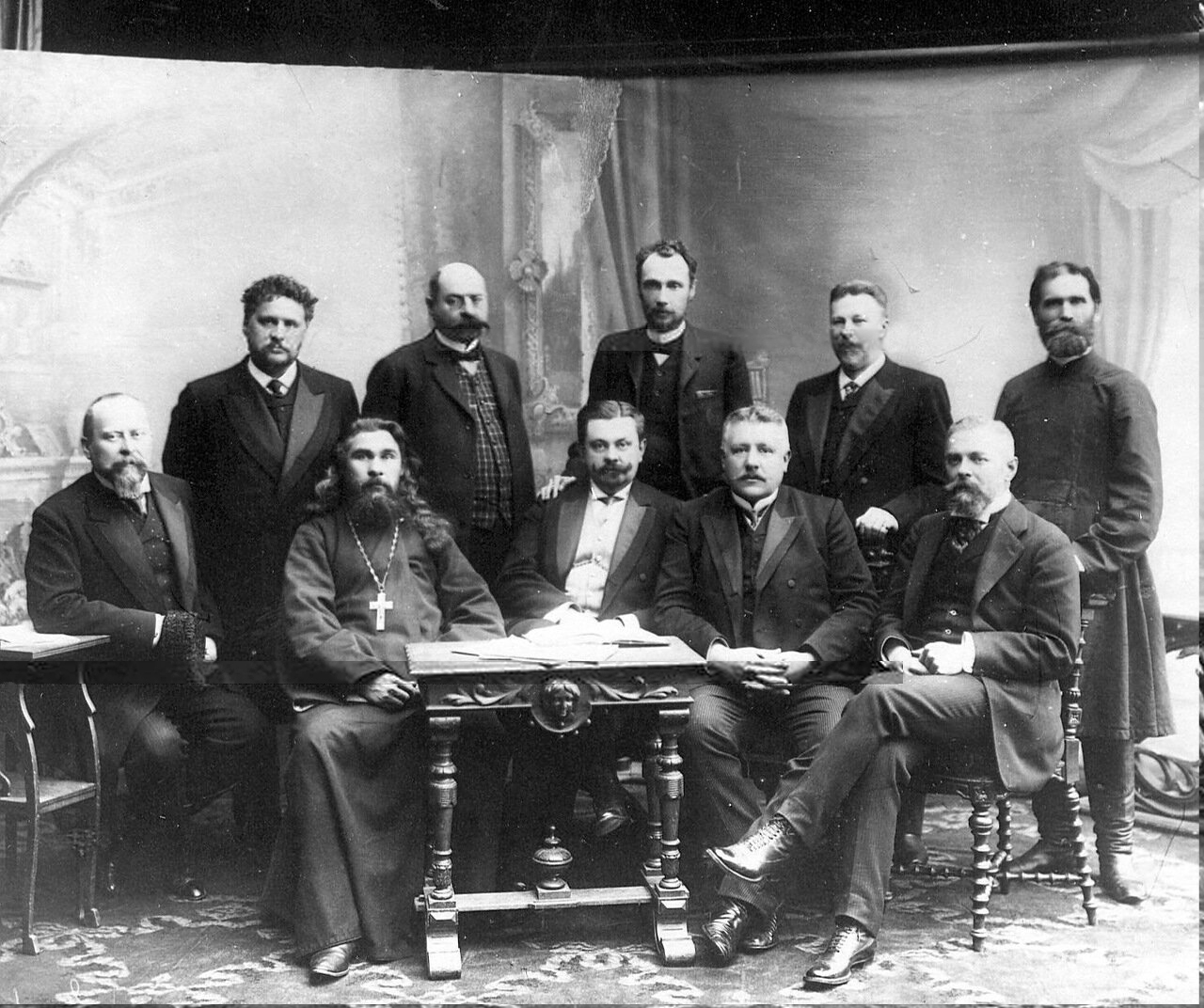
Депутаты Государственной думы Российской империи III созыва от Харьковской губернии. Стоят: Вязигин А. С., Захарашевич-Капустянский Ю. К., Савич Н. В., Матюнин П. Г., Леус Н. К.; сидят: Антонов Н. И., Станиславский А. М., Голицын А. Д., Неклюдов П. А., Бантыш В. А.

Православный. Крестьянин села Ново-Гряково Гряковской волости Валковского уезда.
Получил домашнее образование. Служил жандармским унтер-офицером. Занимался земледелием (2 десятины надельной земли). До избрания в Думу в течение 15 лет состоял волостным старшиной.
В 1907 году был избран в члены Государственной думы от Харьковской губернии съездом уполномоченных от волостей. Входил во фракцию «Союза 17 октября», в 5-ю сессию был беспартийным. Состоял членом комиссии о мерах борьбы с пьянством.
Судьба после 1917 года неизвестна. Был женат.